# Óros Aigáleo
Óros Aigáleo är ett berg i Grekland.   Det ligger i prefekturen Nomós Attikís och regionen Attika, i den sydöstra delen av landet, 9 km väster om huvudstaden Aten. Toppen på Óros Aigáleo är 463 meter över havet, eller 420 meter över den omgivande terrängen. Bredden vid basen är 8,4 km.
Terrängen runt Óros Aigáleo är varierad. Havet är nära Óros Aigáleo västerut.  Närmaste större samhälle är Aten, 8,6 km öster om Óros Aigáleo. Runt Óros Aigáleo är det i huvudsak tätbebyggt.